# Alf Dubs
Pour les articles homonymes, voir Dubs.
Alfred Dubs, baron Dubs (né le 5 décembre 1932) est un homme politique travailliste britannique et ancien député.

## Jeunesse et éducation
Né à Prague dans ce qui est alors la Tchécoslovaquie, Dubs est l'un des 669 enfants tchèques, principalement juifs, sauvés par l'agent de change anglais Nicholas Winton, et d'autres, des nazis sur le Kindertransport entre mars et septembre 1939. Le père de Dubs est juif et a fui en Angleterre le jour où les nazis sont arrivés en Tchécoslovaquie et le jeune Alf devait le rencontrer à la gare de Liverpool Street. Il a dit plus tard qu'il se rappelait clairement avoir quitté la gare de Prague à l'âge de six ans et ne pas avoir touché le paquet de nourriture que lui avait donné sa mère pendant les deux jours suivants. Sa mère s'est d'abord vu refuser un visa mais a pu le rejoindre, lui et son père, à Londres peu de temps après.
Dubs apprend les faits lorsque l'histoire de Nicholas Winton est diffusée sur That's Life! en 1988. Il a ensuite rencontré Winton en personne et fait campagne pour qu'il soit honoré. Winton est finalement fait chevalier en 2003, "pour les services rendus à l'humanité, en sauvant les enfants juifs de la Tchécoslovaquie occupée par les nazis, 1938-39".
Dubs fait ses études à la Cheadle Hulme School et à la London School of Economics. Il travaille ensuite comme agent du gouvernement local et pour Ogilvy et Mather comme chargé de compte avant de se lancer en politique.

## Carrière
Avant d'être élu, Dubs se présente sans succès pour le Parlement à plusieurs reprises. En 1970, il se présente pour les villes de Londres et de Westminster, battu par le conservateur Christopher Tugendhat, et dans le sud du Hertfordshire aux élections générales de février et d'octobre 1974, chaque fois battu par Cecil Parkinson.
Dubs est élu aux élections générales de 1979 comme député de Battersea South et aux élections de 1983 à Battersea, avant de perdre son siège aux élections de 1987. De 1988 à 1995, il est directeur du Refugee Council. Le 27 septembre 1994, il est nommé pair à vie travailliste avec le titre de baron Dubs, de Battersea dans le London Borough of Wandsworth. Il est sous-secrétaire d'État parlementaire au Bureau pour l'Irlande du Nord de mai 1997 à décembre 1999.
Alors que Dubs est encore à la Chambre des communes, John O'Farrell travaille dans son cabinet et est un militant travailliste à Battersea. Dans son livre, Things Can Only Get Better, O'Farrell décrit les événements qui ont conduit à la défaite choc de Dubs par le conservateur John Bowis aux élections générales de 1987. Dubs s'est présenté à nouveau pour Battersea aux élections de 1992, seulement pour voir la majorité conservatrice augmenter, contre la tendance nationale. 
Dubs siège dans une autorité sanitaire régionale et plus récemment dans une fiducie pour la santé mentale. Il est président de la Broadcasting Standards Commission jusqu'en décembre 2003 et auparavant vice-président de l'Independent Television Commission. Il est administrateur de l'Open University Foundation.
Dans le passé, il a été conseiller local, président de la Fabian Society, président de Liberty, administrateur d'ActionAid, administrateur du Service consultatif sur l'immigration et d'un certain nombre d'autres organisations bénévoles.
Dubs est un mécène de Humanists UK, anciennement connu sous le nom de British Humanist Association, ainsi que trésorier du All-Party Parliament Humanist Group.

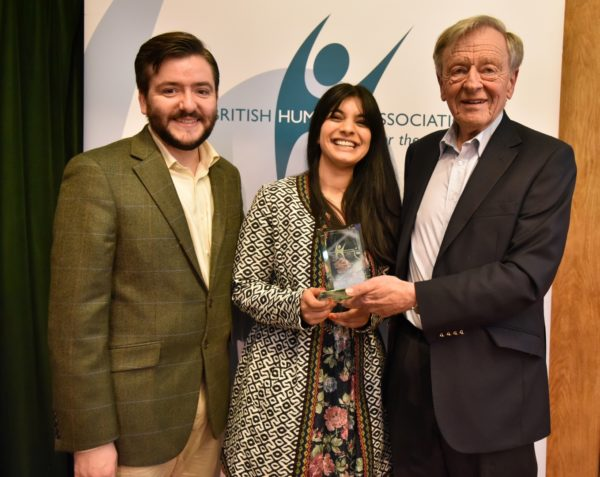
Alf Dubs photographié aux côtés d'Andrew Copson et de Pavan Dhaliwal lorsqu'il reçoit le prix Humaniste de l'année par Humanists UK en 2016.

Dubs est vice-président du Debating Group. Il est récompensé par le prix de l'année 2016 de la British Humanist Association lors d'une cérémonie de remise de prix à Londres et une médaille d'argent honorifique de Jan Masaryk à la résidence de l'ambassadeur de la République tchèque à Londres en novembre 2019,.
Au cours de la pandémie de coronavirus de 2020, Dubs fait partie d'un certain nombre de mécènes des humanistes britanniques à contribuer à des messages de résilience, d'espoir et d'inspiration stimulant le moral sur la radio nationale des prisons.

### Amendement Dubs
En 2016, Lord Dubs parraine un amendement à la loi sur l'immigration de 2016 pour offrir aux enfants réfugiés non accompagnés un passage sûr vers la Grande-Bretagne au milieu de la Crise migratoire en Europe. Initialement rejeté par la Chambre des communes,, l'amendement est accepté par le gouvernement après un deuxième vote en sa faveur des Lords Cependant, en février 2017, le ministère de l'Intérieur abandonne le programme après avoir accepté seulement 350 des 3 000 enfants réfugiés prévus.
Un autre amendement Dubs est inséré dans le projet de loi de l'UE (accord de retrait) par Lord Dubs en janvier 2020, destiné à obliger le gouvernement britannique à négocier un accord avec l'UE pour garantir que les enfants non accompagnés en Europe puissent continuer à venir au Royaume-Uni pour y retrouver un parent après le Brexit. L'amendement est appuyé par la Chambre des lords, mais est rejeté par la Chambre des communes en raison de l'opposition du gouvernement,.